# Побережье (Карелия)
Побережье — деревня в составе Шуньгского сельского поселения Медвежьегорского района Республики Карелия.

## Общие сведения
Расположена на берегу залива в северо-восточной части Онежского озера.

## История
4 июля 1938 года постановлением Карельского ЦИК в деревне была закрыта часовня.

## Население
| 2002 | 2010 | 2013 |
| ---- | ---- | ---- |
| 10   | ↘7   | ↘5   |

## Галерея

Побережье
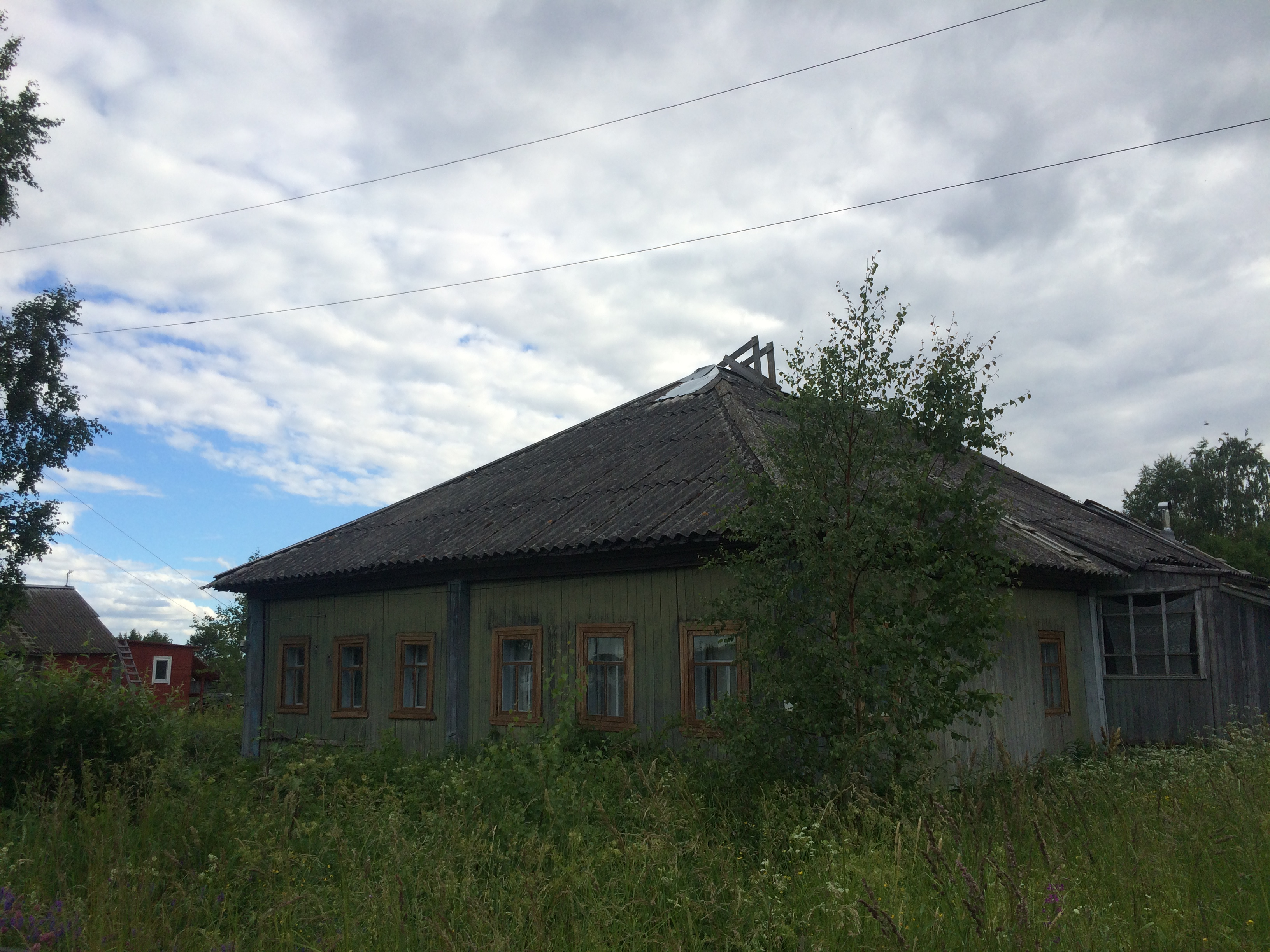
Жилой дом
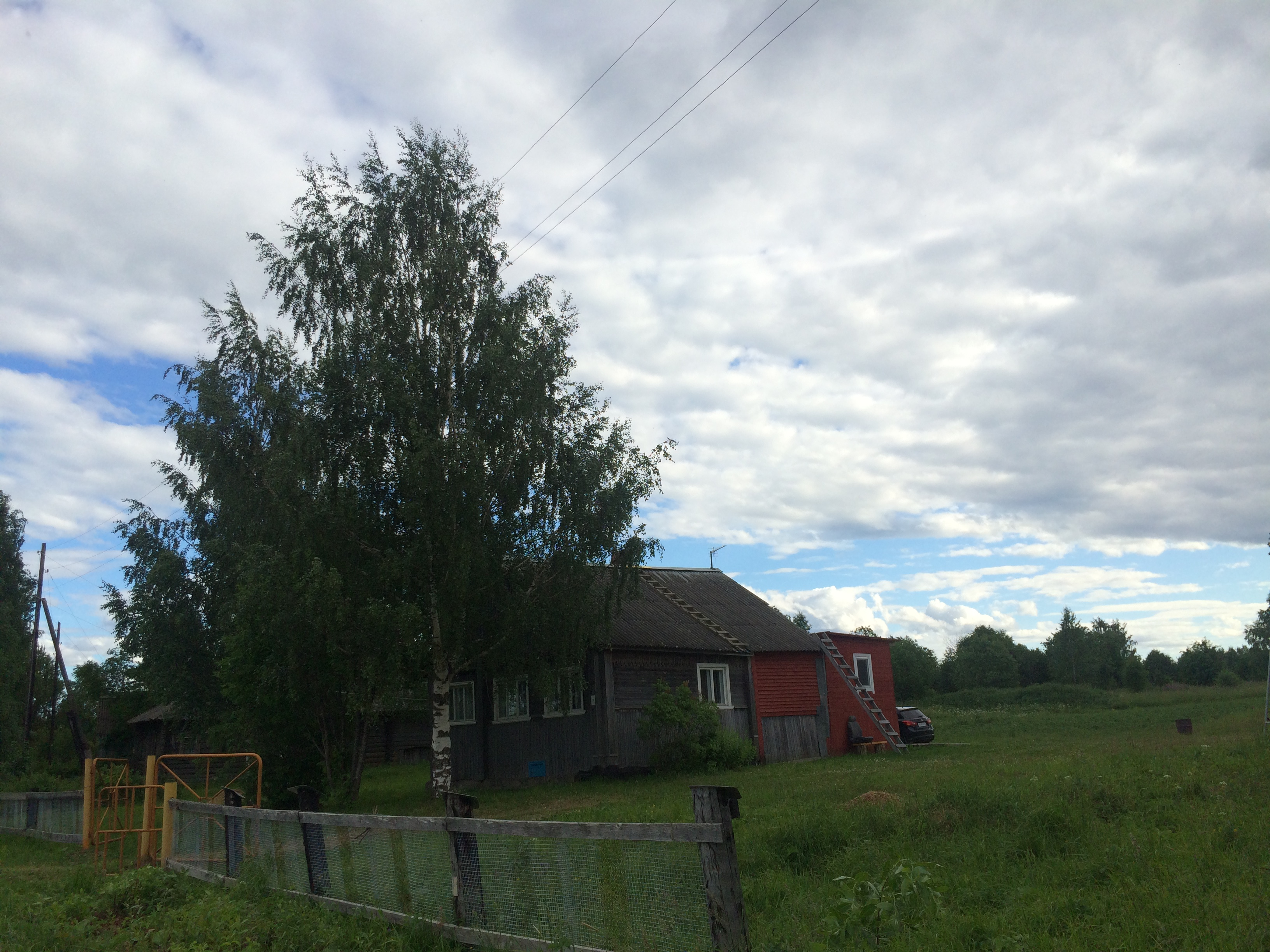
Жилой дом
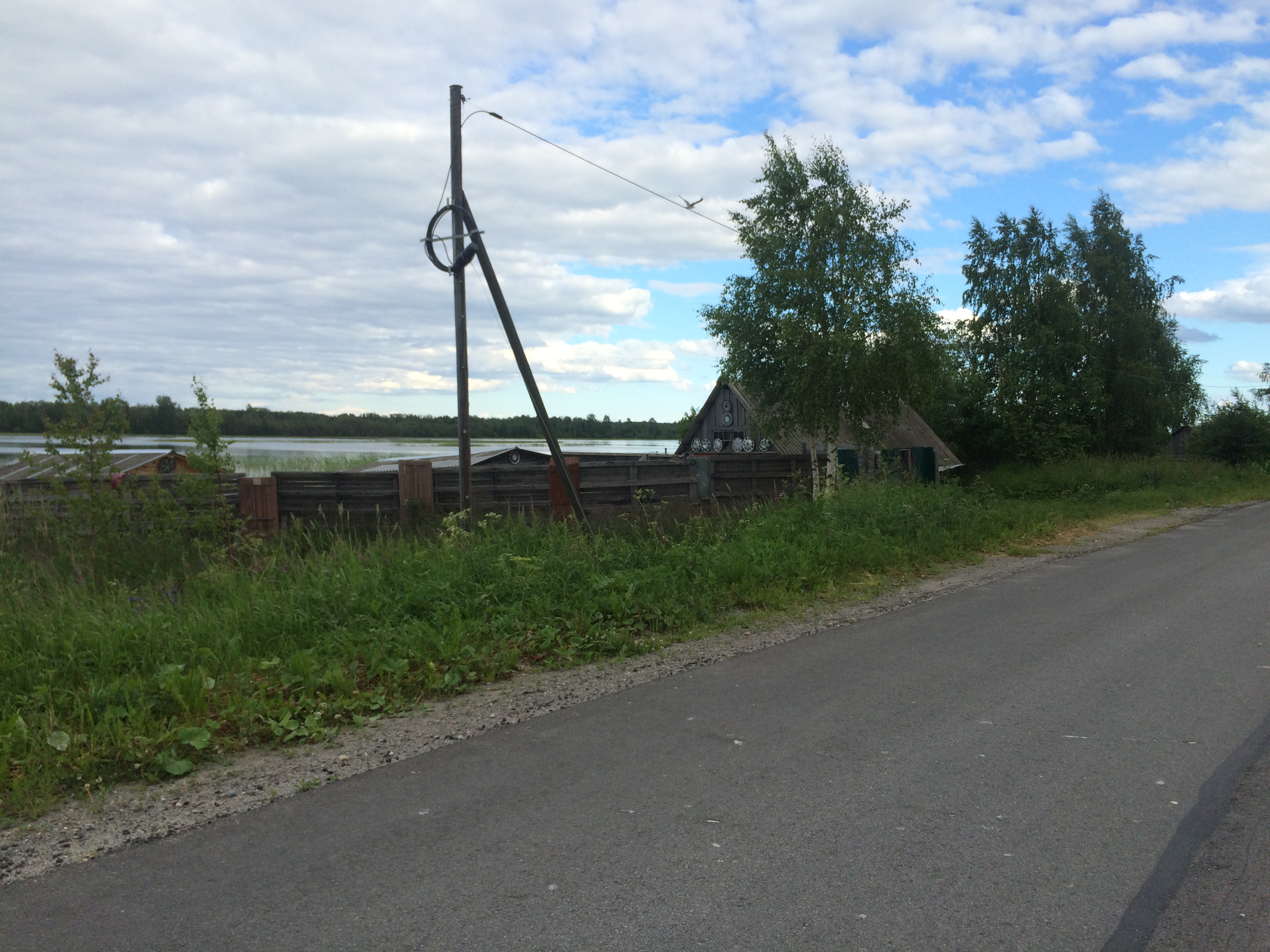
Берег Онеги
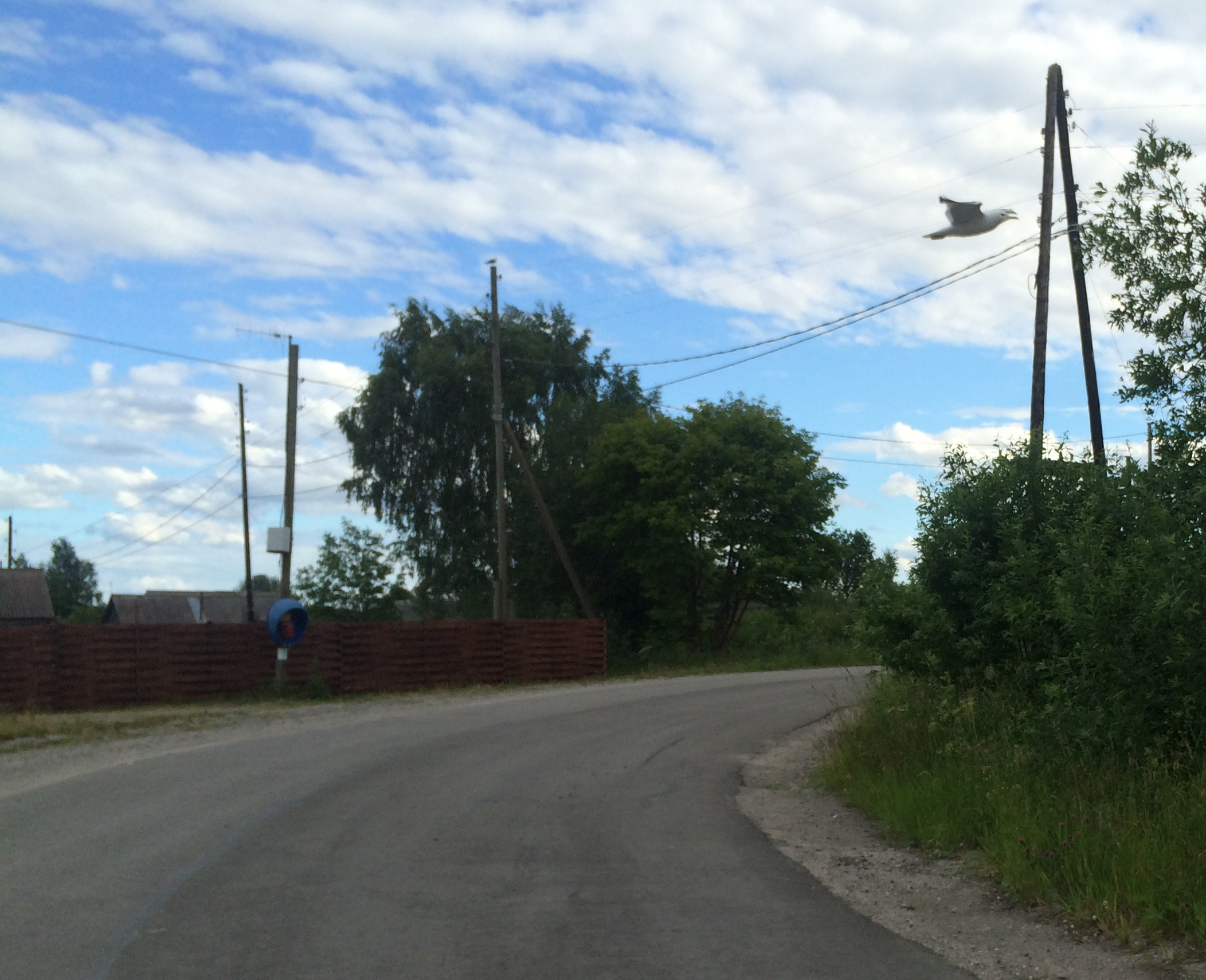
Телефонная будка